# Coeficient osmòtic
El coeficient osmòtic φ és un valor que mesura la desviació del comportament d'un dissolvent respecte del seu comportament en condicions ideals, segons la llei de Raoult. El coeficient osmòtic es defineix basant-se en concentracions en l'escala de molalitats com:
i basant-se en les concentracions en l'escala de les fraccions molars:
on {\displaystyle \mu _{A}^{*}} és el potencial químic del dissolvent pur i {\displaystyle \mu _{A}} és el potencial químic del dissolvent en la dissolució, MA és la massa molar del dissolvent, xA la seva fracció molar, R la constant dels gasos i T la temperatura termodinàmica.